# Де Хевиланд DH.87 Хорнет Мот
Де Хевиланд DH.87 Хорнет Мот  (енгл. de Havilland DH.87 Hornet Moth) је британски једномоторни, двоседи, двокрилни лаки авион, који се користио као спортски и школски авион, између два светска рата.

## Пројектовање и развој
Авион Де Хавиланд DH.87 Хорнет Мот је пројектовала компанија де Хавилланд 1934. као потенцијалну замену за свог веома успешаног школског авиона де Хавиланд Тајгер Мот.
Идеја је била да пилот и инструктор седе један поред другог и прате међусобне поступке и реакције и тиме олакшава обуку пилота. Затворена кабина имала је за циљ да се продужи време обуке тј. да обука што мање зависи од метеоролошких услова.
Иако је то била концепција ближа модерним авионима за обуку, РАФ није био заинтересован за овај авион, па је он произвођен за приватне купце. Прототип је први пут полетео 9. маја 1934. године.

## Технички опис
Труп авиона је био правоугаоног попречног пресека. Имао је пространу кабину са равним зидовима и великим прозорима. Носећа конструкција авиона је била дрвена а облога кабине је од дрвеног шпера. Мотор је обложен алуминијумским лимом а остатак дела трупа импрегнираним платном.
Мотор којим је био опремљен овај авион је de Havilland Gipsy Major, снаге 97 kW, четвороцилиндрични линијски ваздухом хлађени мотор са двокраком дрвеном вучном елисом фиксног корака.
Крила авиона су дрвене конструкције са две рамењаче пресвучена су импрегнираним платном. Горња и доња крила су истих димензија и облика и са сваке стране су подупрта са паром паралелних упорница. Оса крила је била управна на осу трупа авиона. Веома лако се крила при паркирању авиона могу склопити уназад према репу авиона тако да паркирани авион заузме што мање места. Ово је веома практично при транспорту авиона и гаражирању авиона у хангар.
Стајни трап је био фиксан, класичан, са два предња точка и један клавирски точак на репу авиона као трећа ослона тачка. Стајни трап је направљен од заварених челичних цеви. У предње цеви стајног трапа су уграђени амортизери. Точкови су били од алуминијумског лива са нископритисним гумама. Када се уместо стајног трапа монтирају пловци тада авион Де Хевиланд DH.87 Хорнет Мот постаје хидроавион.

### Варијанте авиона Де Хевиланд DH.87 Хорнет Мот
- DH.87 Хорнет Мот - прототип,
- DH.87A Хорнет Мот - производни модел са трапезастим обликом крила,
- DH.87B Хорнет Мот - производни модел са модификованим крилом (правоугаоног облика).

## Земље које су користиле Авион Де Хевиланд DH.87 Хорнет Мот
| - Аустралија - Аустрија - Белгија - Канада - Данска - Француска | - Индија - Јужна Африка - Португалија - Шпанија - Швајцарска - Турска - Краљевина Југославија |  |

## Оперативно коришћење
Авион Де Хевиланд DH.87 Хорнет Мот је произведен у 165 примерака, иако је пре свега био намењен Краљевском ратном ваздухопловству за почетну обуку војних пилота а у циљу замене постојећег Де Хевиланд DH.82 Тајгер Мот који се користио у ту сврху, пошто РАФ није прихватио овај авион Де Хевиланд га је понудио тржишту тако да су га куповали аеро клубови и приватни корисници. Авион је продат у преко 12 земаља и тржиште га је прихватило јер је то био добар авион како у погледу летних карактеристика тако и поузданости.
Када је почео Други светски рат РАФ их је све мобилисао и доделио им је две улоге прва је била авион за везу при ваздухопловним јединицама а друга је патролни авион за откривање подморница. Ова друга, захтевна улога је била веома тешка улога за ненаоружани конвенционални авион са једним мотором, Међутим захваљујући поузданости овог авиона он је ту улогу обавио на задовољавајући начин. Након Другог светског рата настављено је коришћење овог авиона у цивилне сврхе дуги низ година.

### Авион Де Хевиланд DH.87 Хорнет Мот у Југославији
Током 1936. године словеначки индустријалац Радо Хрибар је купио у Енглеској један вишенаменски Де Хевиланд DH.87 Хорнет Мот са два упоредна седишта и затвореном кабином. Авион је у Југославији летео са енглеском регистрацијом G-AEIY, после више од годину дана коришћења власник је вратио авион у Енглеску и тамо га продао јер није хтео да плати царину. Овај авион је 1940. године мобилисан и летео је за РАФ под ознаком AW114.